# Hartennes-et-Taux
Hartennes-et-Taux est une commune française située dans le département de l'Aisne, en région Hauts-de-France.

## Géographie

### Description

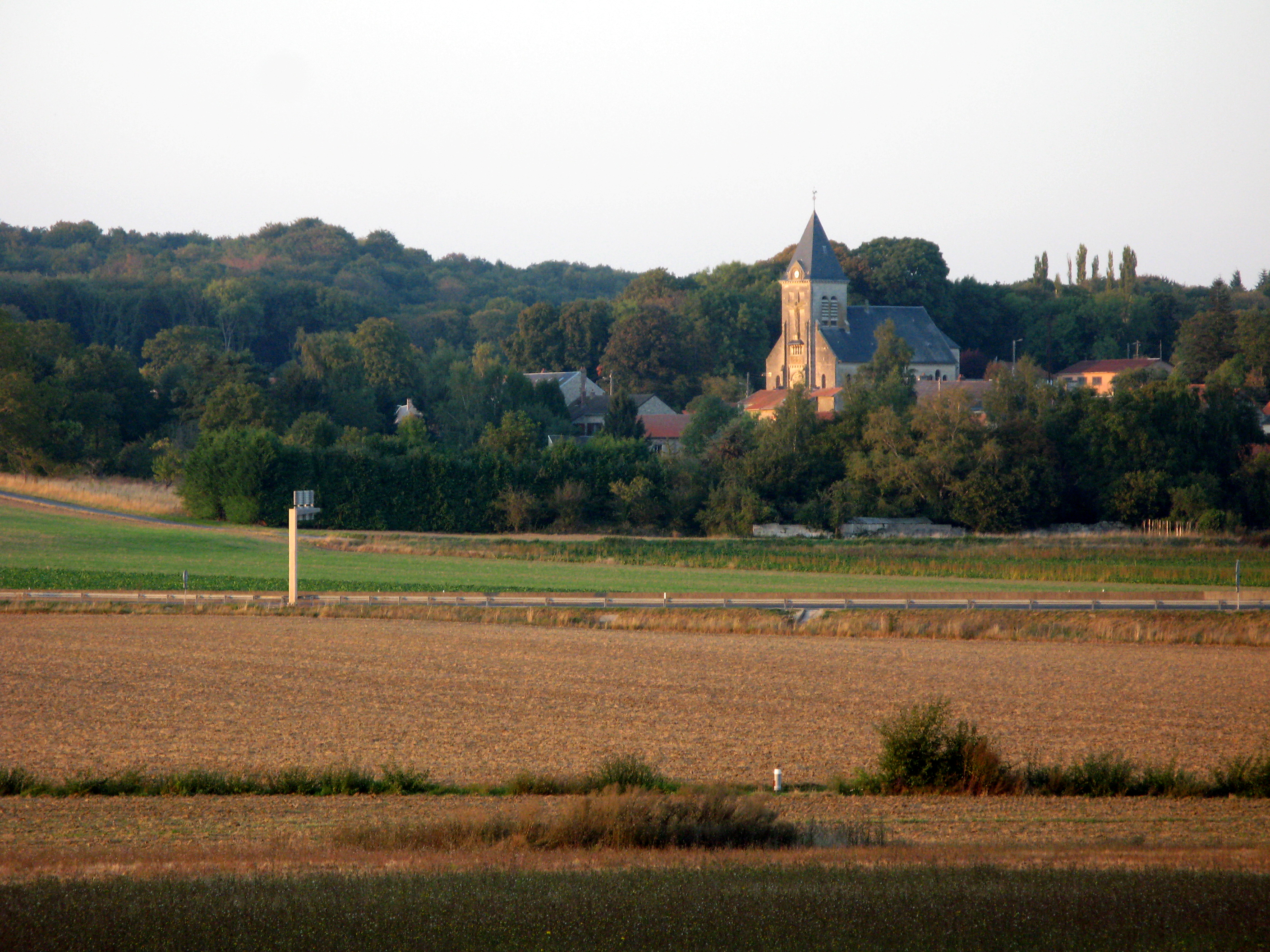
L'église surgit de la verdure.
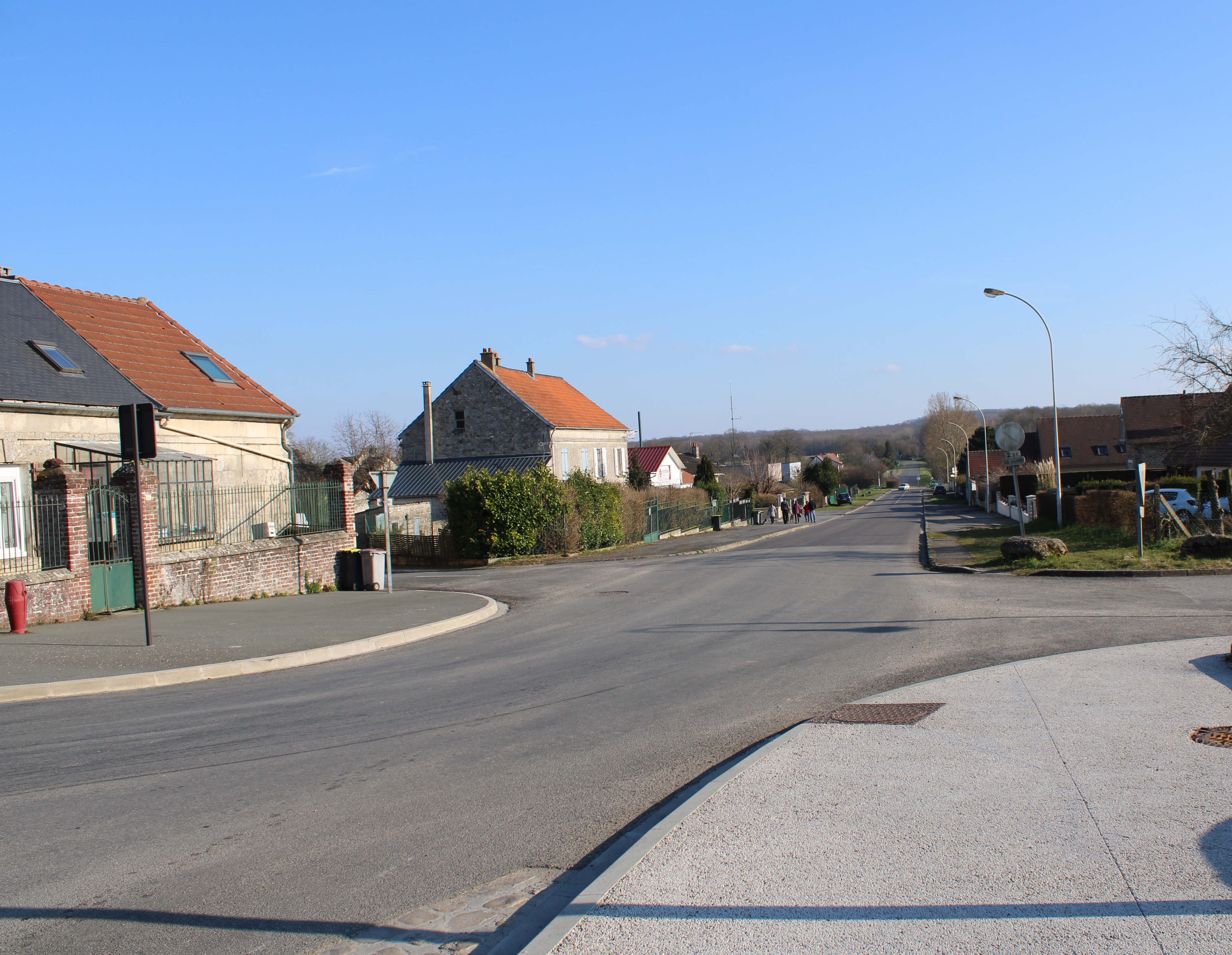
>La Grand'Rue.

### Hydrographie
La commune est située dans le bassin Seine-Normandie. Elle n'est drainée par aucun cours d'eau,.

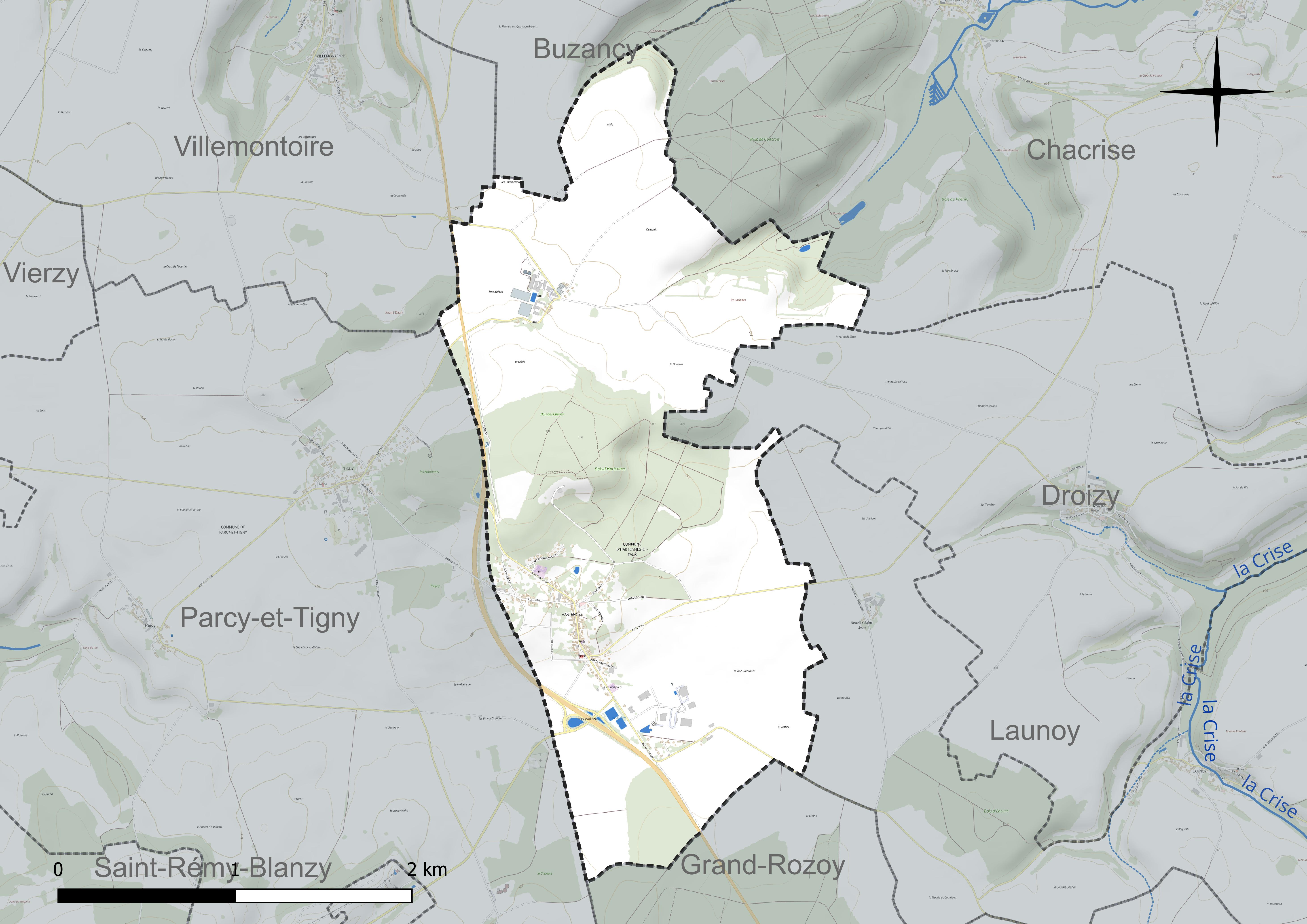
Réseau hydrographique d'Hartennes-et-Taux.

### Climat
Pour des articles plus généraux, voir Climat des Hauts-de-France et Climat de l'Aisne.
En 2010, le climat de la commune est de type climat océanique dégradé des plaines du Centre et du Nord, selon une étude du CNRS s'appuyant sur une série de données couvrant la période 1971-2000. En 2020, Météo-France publie une typologie des climats de la France métropolitaine dans laquelle la commune est exposée à un climat océanique altéré et est dans la région climatique Nord-est du bassin Parisien, caractérisée par un ensoleillement médiocre, une pluviométrie moyenne régulièrement répartie au cours de l'année et un hiver froid (3 °C).
Pour la période 1971-2000, la température annuelle moyenne est de 10,4 °C, avec une amplitude thermique annuelle de 15,4 °C. Le cumul annuel moyen de précipitations est de 743 mm, avec 12,5 jours de précipitations en janvier et 8,7 jours en juillet. Pour la période 1991-2020, la température moyenne annuelle observée sur la station météorologique la plus proche, située sur la commune de Braine à 15 km à vol d'oiseau, est de 11,3 °C et le cumul annuel moyen de précipitations est de 662,7 mm,. Pour l'avenir, les paramètres climatiques de la commune estimés pour 2050 selon différents scénarios d'émission de gaz à effet de serre sont consultables sur un site dédié publié par Météo-France en novembre 2022.

## Urbanisme

### Typologie
Au 1er janvier 2024, Hartennes-et-Taux est catégorisée commune rurale à habitat dispersé, selon la nouvelle grille communale de densité à 7 niveaux définie par l'Insee en 2022.
Elle est située hors unité urbaine. Par ailleurs la commune fait partie de l'aire d'attraction de Soissons, dont elle est une commune de la couronne,. Cette aire, qui regroupe 92 communes, est catégorisée dans les aires de 50 000 à moins de 200 000 habitants,.

### Occupation des sols
L'occupation des sols de la commune, telle qu'elle ressort de la base de données européenne d'occupation biophysique des sols Corine Land Cover (CLC), est marquée par l'importance des territoires agricoles (66,6 % en 2018), en diminution par rapport à 1990 (70,1 %). La répartition détaillée en 2018 est la suivante : 
terres arables (66 %), forêts (25,2 %), zones urbanisées (8,3 %), zones agricoles hétérogènes (0,6 %).
L'évolution de l'occupation des sols de la commune et de ses infrastructures peut être observée sur les différentes représentations cartographiques du territoire : la carte de Cassini (XVIIIe siècle), la carte d'état-major (1820-1866) et les cartes ou photos aériennes de l'IGN pour la période actuelle (1950 à aujourd'hui).

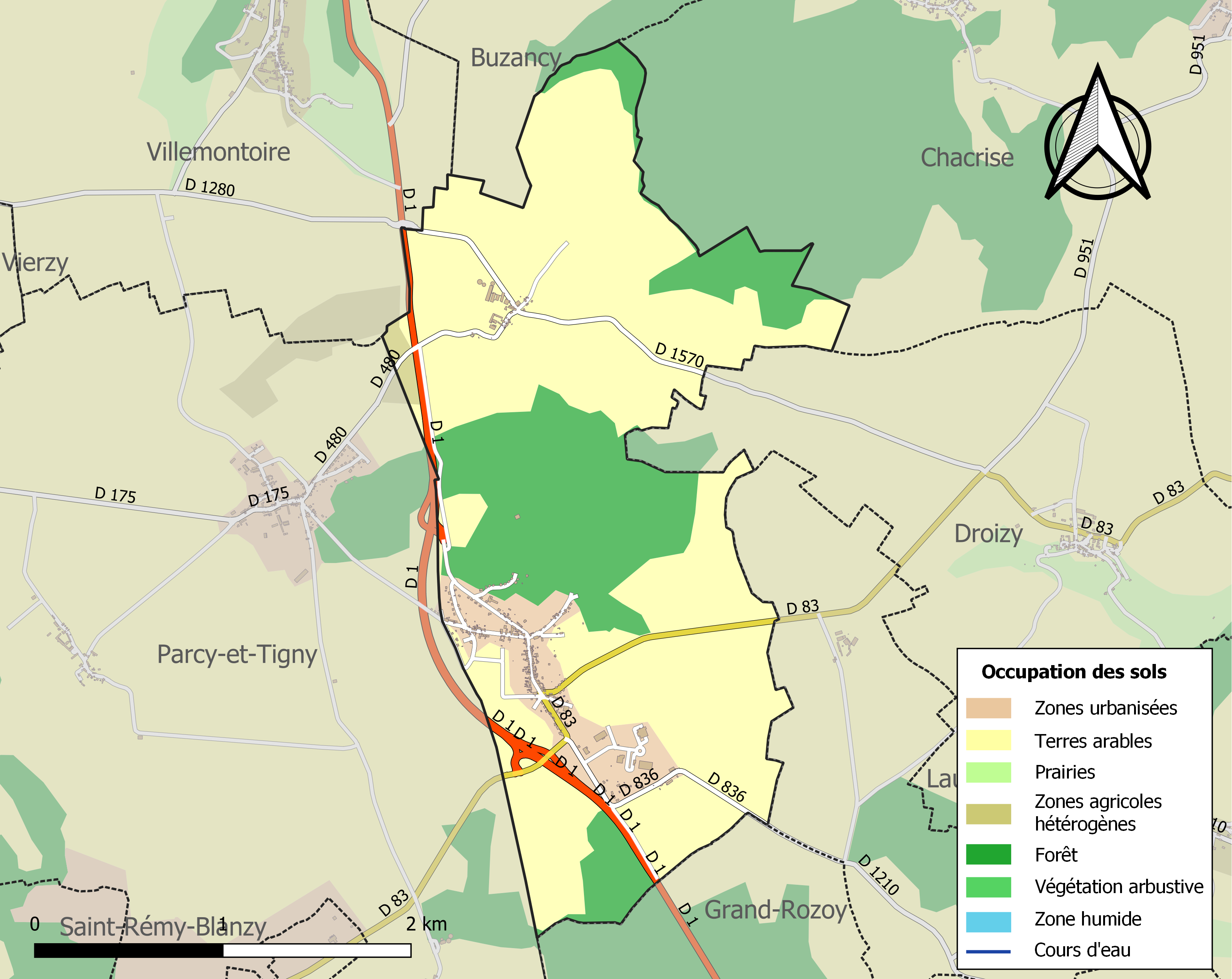
Carte de l'occupation des sols de la commune en 2018 (CLC).

### Habitat et logement
En 2019, le nombre total de logements dans la commune était de 163, alors qu'il était de 160 en 2014 et de 156 en 2009.
Parmi ces logements, 89,1 % étaient des résidences principales, 4,2 % des résidences secondaires et 6,7 % des logements vacants. Ces logements étaient pour 98,8 % d'entre eux des maisons individuelles et pour 1,2 % des appartements.
Le tableau ci-dessous présente la typologie des logements à Hartennes-et-Taux en 2019 en comparaison avec celle de l'Aisne et de la France entière. Une caractéristique marquante du parc de logements est ainsi une proportion de résidences secondaires et logements occasionnels (4,2 %) supérieure à celle du département (3,5 %) et à celle de la France entière (9,7 %). Concernant le statut d'occupation de ces logements, 79,5 % des habitants de la commune sont propriétaires de leur logement (77,3 % en 2014), contre 61,6 % pour l'Aisne et 57,5 pour la France entière.
| Typologie                                               | Hartennes-et-Taux | Aisne | France entière |
| ------------------------------------------------------- | ----------------- | ----- | -------------- |
| Résidences principales (en %)                           | 89,1              | 86,5  | 82,1           |
| Résidences secondaires et logements occasionnels (en %) | 4,2               | 3,5   | 9,7            |
| Logements vacants (en %)                                | 6,7               | 9,9   | 8,2            |

## Toponymie
Hartennes est attesté sous les formes Hartenne (1230) ; Hartene (1491) ; Hartenes (1626) ; Artennes (1655) ; Hartanne (1733).
Taux est attesté sous les formes Villa que Thou (1179) ; Tou (1205) ; Taut (1525) ; Thau (1573) ; Thaux (1694).

## Histoire
La seigneurie d'Hartennes appartenait à la vicomté de Buzancy, l'une des quatre vicomtés de Soissons.

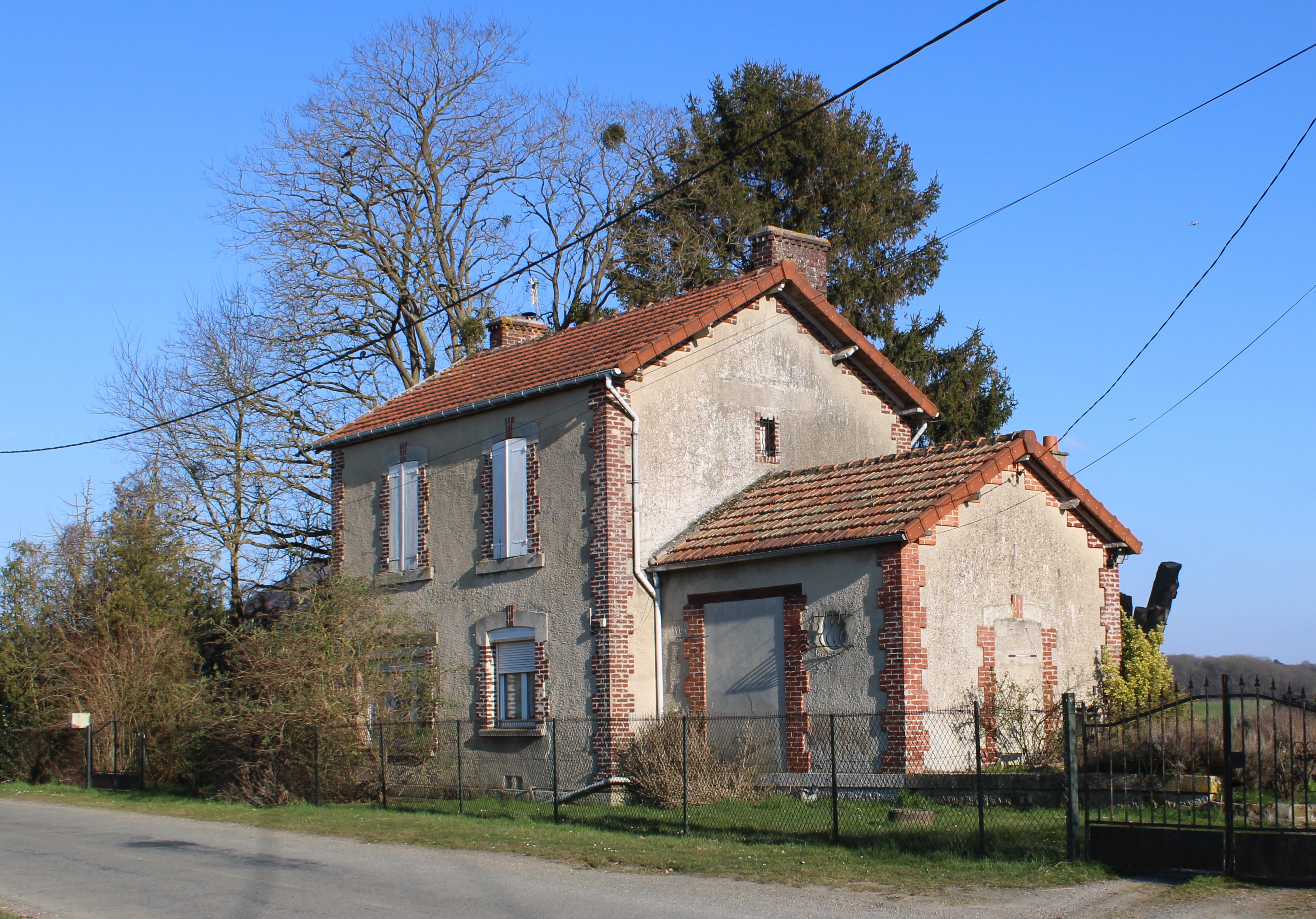
L'ancienne gare en 2022.

Située sur l'ancienne voie de communication entre Soissons et Troyes.
La commune de Taux fusionne avec celle d'Hartennes par décret du 7 juin 1859.
Hartennes-et-Taux a été desservie de 1907 à 1948 par la ligne de chemin de fer secondaire à voie métrique  de Soissons à Oulchy - Breny de la compagnie des chemins de fer départementaux de l'Aisne.

Hartennes-et-Taux pendant la Première Guerre mondiale
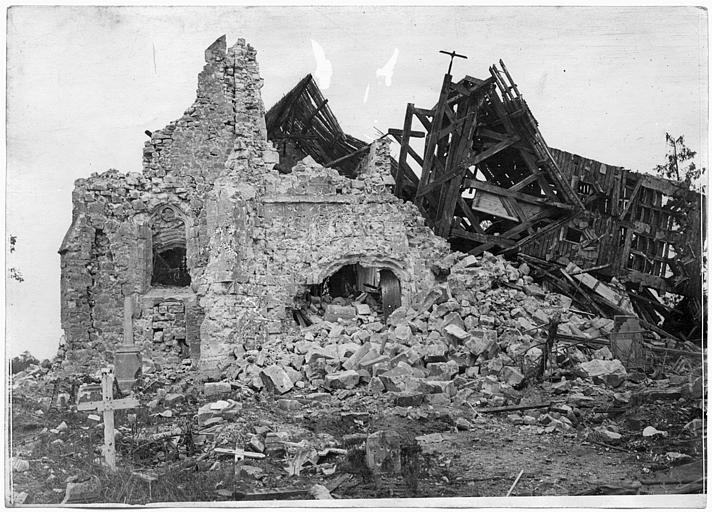
Ruines de l'église d'Hartennes
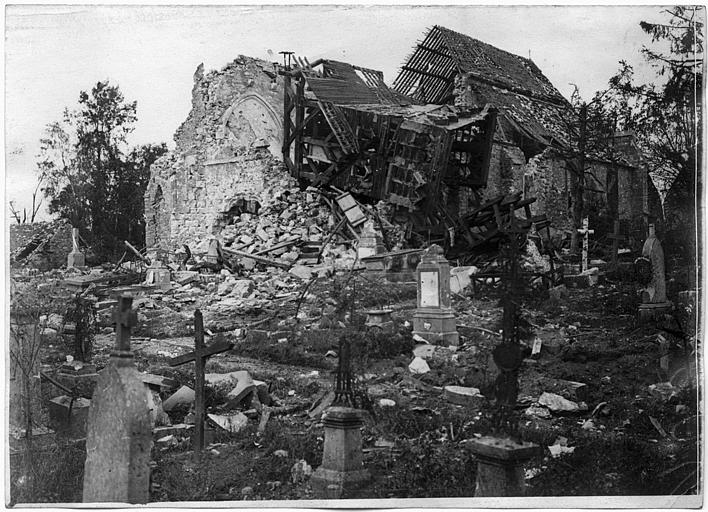
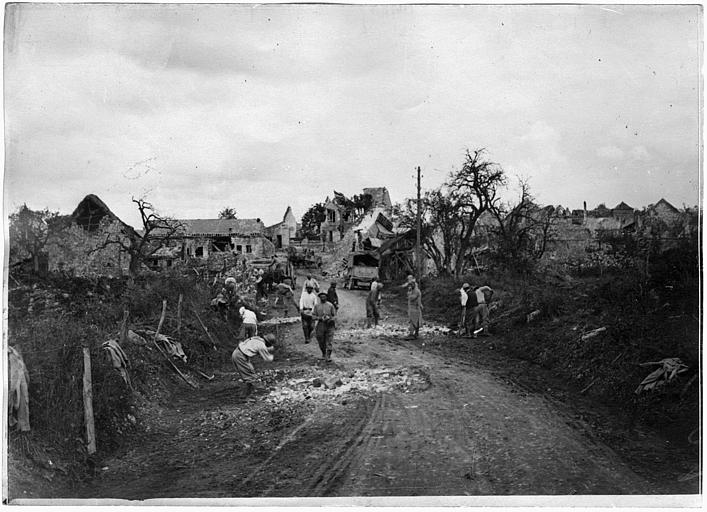
Réfection de la route à l'entrée du village
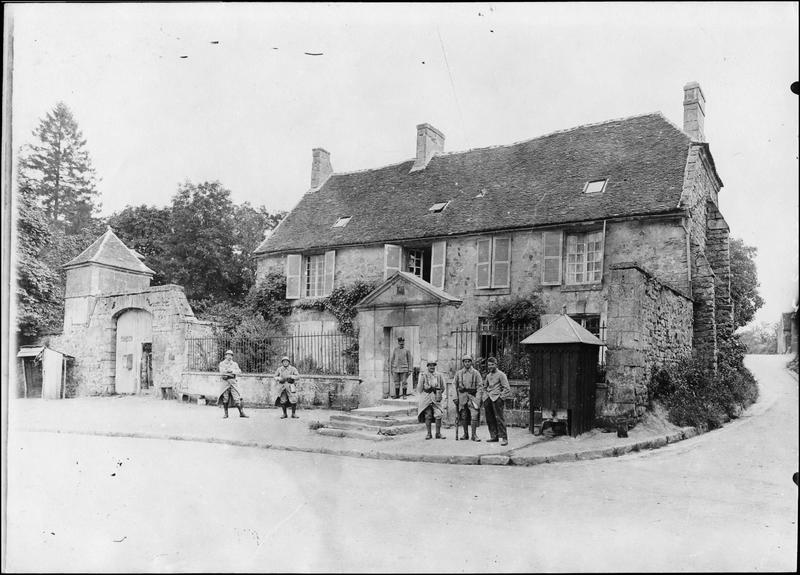
Cantonnement de soldats

## Politique et administration

### Découpage territorial
La commune d'Hartennes-et-Taux est membre de la communauté de communes du Canton d'Oulchy-le-Château, un établissement public de coopération intercommunale (EPCI) à fiscalité propre créé le 30 décembre 1994 dont le siège est à Oulchy-le-Château. Ce dernier est par ailleurs membre d'autres groupements intercommunaux.
Sur le plan administratif, elle est rattachée à l'arrondissement de Soissons, au département de l'Aisne et à la région Hauts-de-France. Sur le plan électoral, elle dépend du  canton de Villers-Cotterêts pour l'élection des conseillers départementaux, depuis le redécoupage cantonal de 2014 entré en vigueur en 2015, et de la cinquième circonscription de l'Aisne  pour les élections législatives, depuis le dernier découpage électoral de 2010.

### Liste des maires
| Période                                  | Période                       | Identité                         | Étiquette | Qualité                                                         |
| ---------------------------------------- | ----------------------------- | -------------------------------- | --------- | --------------------------------------------------------------- |
| avant 1874                               | 1875                          | M. Saigne                        |           |                                                                 |
| Les données manquantes sont à compléter. |                               |                                  |           |                                                                 |
| 1977                                     | 1995                          | Roger Manscourt[réf. nécessaire] |           | Agriculteur                                                     |
| 1995                                     | mars 2008                     | Didier Castel                    | DVD       |                                                                 |
| mars 2008                                | En cours (au 2 décembre 2021) | Sébastien Manscourt              | UDI (PR)  | Agriculteur Conseiller régional Réélu pour le mandat 2020-2026, |

## Équipements et services publics
Hartennes-et-Taux comporte dans sa commune centre, un bureau de poste ainsi que d'une salle polyvalente et d'une école élémentaire. Le parking de la mairie est équipé de borne de recharge pour voiture électrique. 

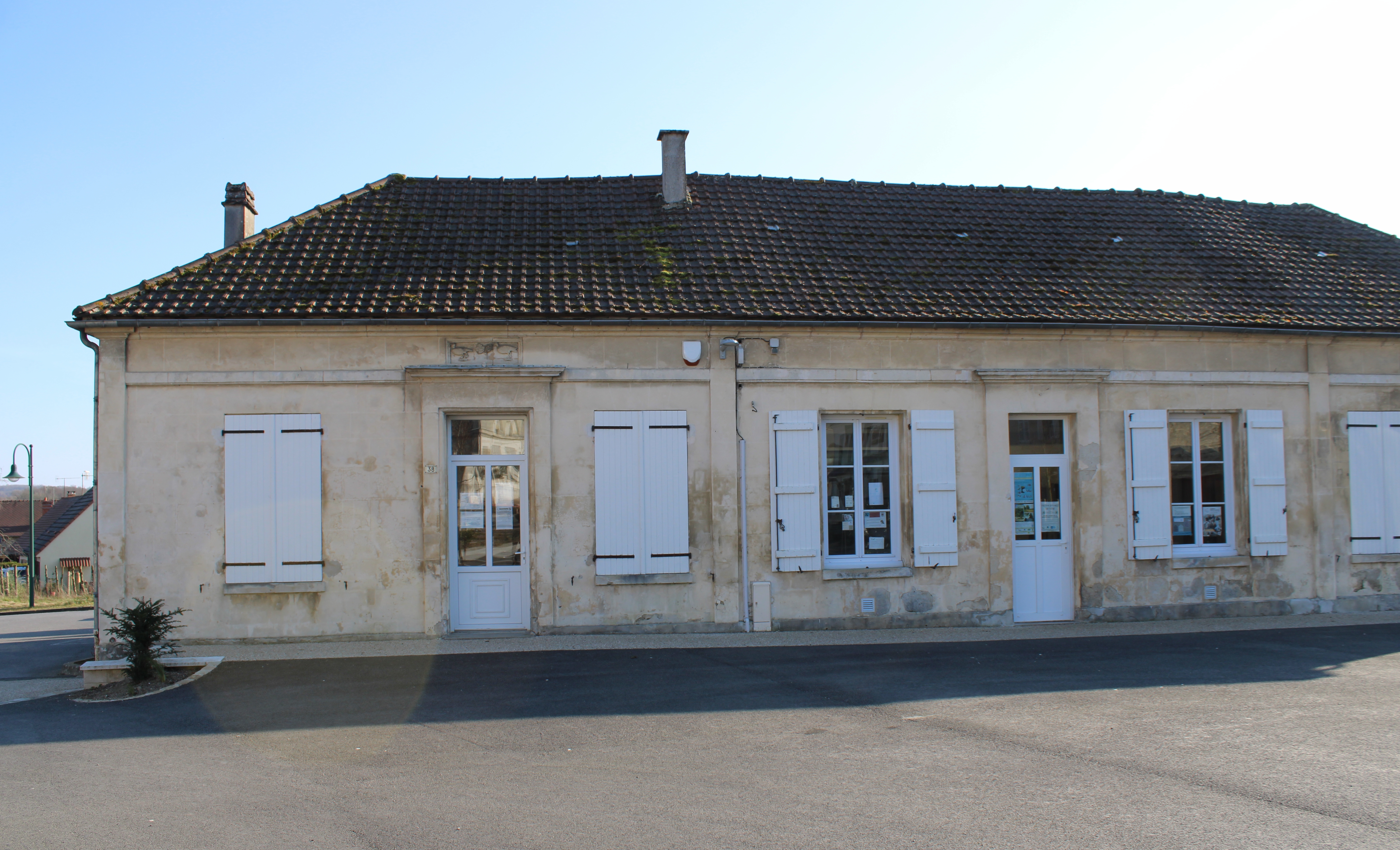
Bâtiment regroupant la mairie (à gauche) et la salle polyvalente (au centre). La partie de droite (coupé par l'image) fait actuellement office de bureau de poste intercommunal.

## Démographie
L'évolution du nombre d'habitants est connue à travers les recensements de la population effectués dans la commune depuis 1793. Pour les communes de moins de 10 000 habitants, une enquête de recensement portant sur toute la population est réalisée tous les cinq ans, les populations de référence des années intermédiaires étant quant à elles estimées par interpolation ou extrapolation. Pour la commune, le premier recensement exhaustif entrant dans le cadre du nouveau dispositif a été réalisé en 2008.

En 2022, la commune comptait 341 habitants, en évolution de −10,97 % par rapport à 2016 (Aisne : −1,97 %, France hors Mayotte : +2,11 %).
| 1793 | 1800 | 1806 | 1821 | 1831 | 1836 | 1841 | 1846 | 1851 |
| ---- | ---- | ---- | ---- | ---- | ---- | ---- | ---- | ---- |
| 149  | 160  | 162  | 171  | 215  | 223  | 243  | 262  | 255  |

| 1856 | 1861 | 1866 | 1872 | 1876 | 1881 | 1886 | 1891 | 1896 |
| ---- | ---- | ---- | ---- | ---- | ---- | ---- | ---- | ---- |
| 295  | 346  | 355  | 360  | 358  | 365  | 318  | 328  | 314  |

| 1901 | 1906 | 1911 | 1921 | 1926 | 1931 | 1936 | 1946 | 1954 |
| ---- | ---- | ---- | ---- | ---- | ---- | ---- | ---- | ---- |
| 308  | 292  | 280  | 358  | 264  | 277  | 252  | 271  | 293  |

| 1962 | 1968 | 1975 | 1982 | 1990 | 1999 | 2006 | 2008 | 2013 |
| ---- | ---- | ---- | ---- | ---- | ---- | ---- | ---- | ---- |
| 282  | 272  | 305  | 317  | 355  | 359  | 340  | 334  | 383  |

| 2018 | 2022 | - | - | - | - | - | - | - |
| ---- | ---- | - | - | - | - | - | - | - |
| 358  | 341  | - | - | - | - | - | - | - |

## Culture locale et patrimoine

### Lieux et monuments
- Cloche de Taux.
- Église Notre-Dame-de-l'Assomption d'Hartennes.
- Dolmen.
- Ruines du château du Bochet.
- Motte signalée par Salch[25].

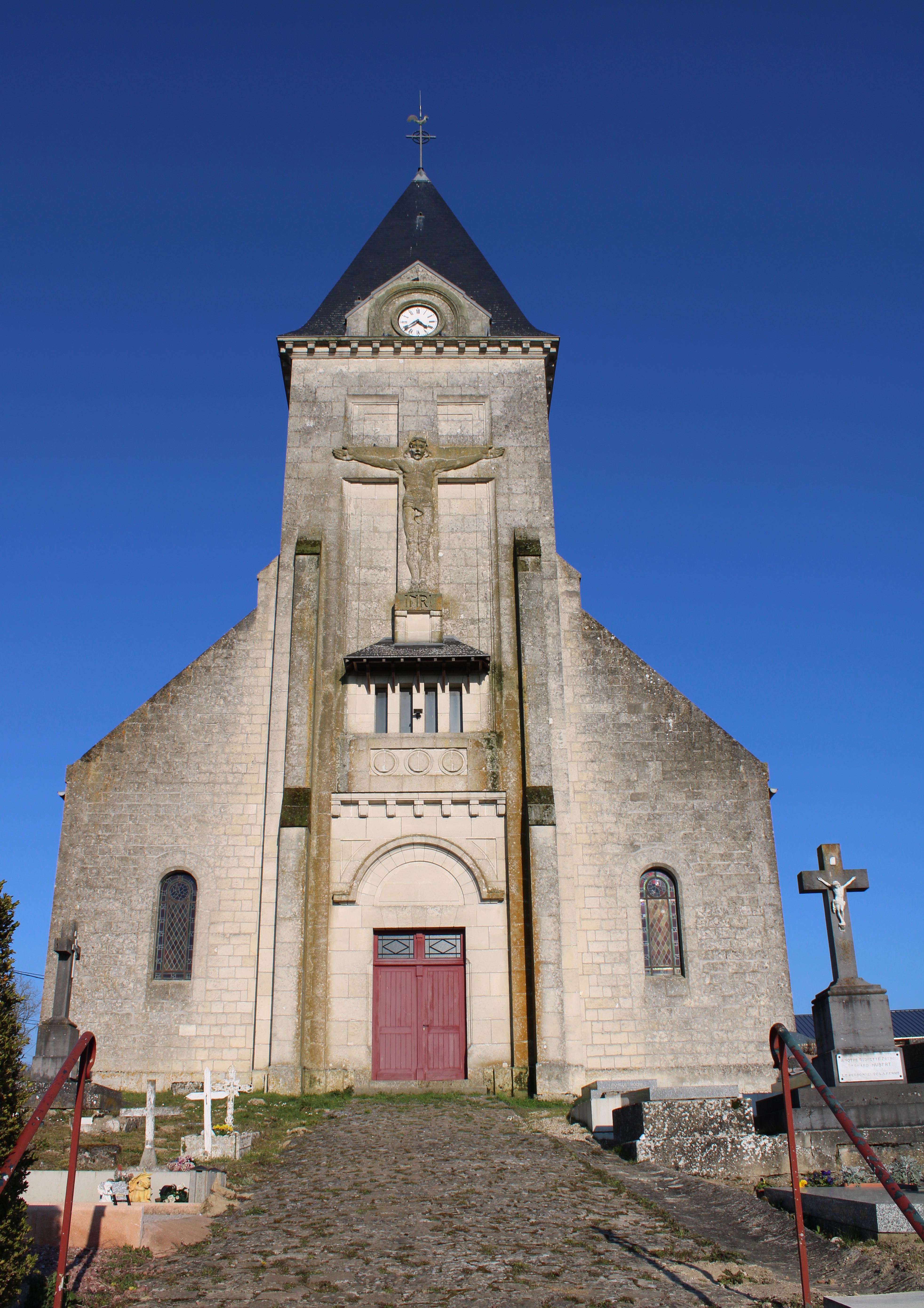
L'église.
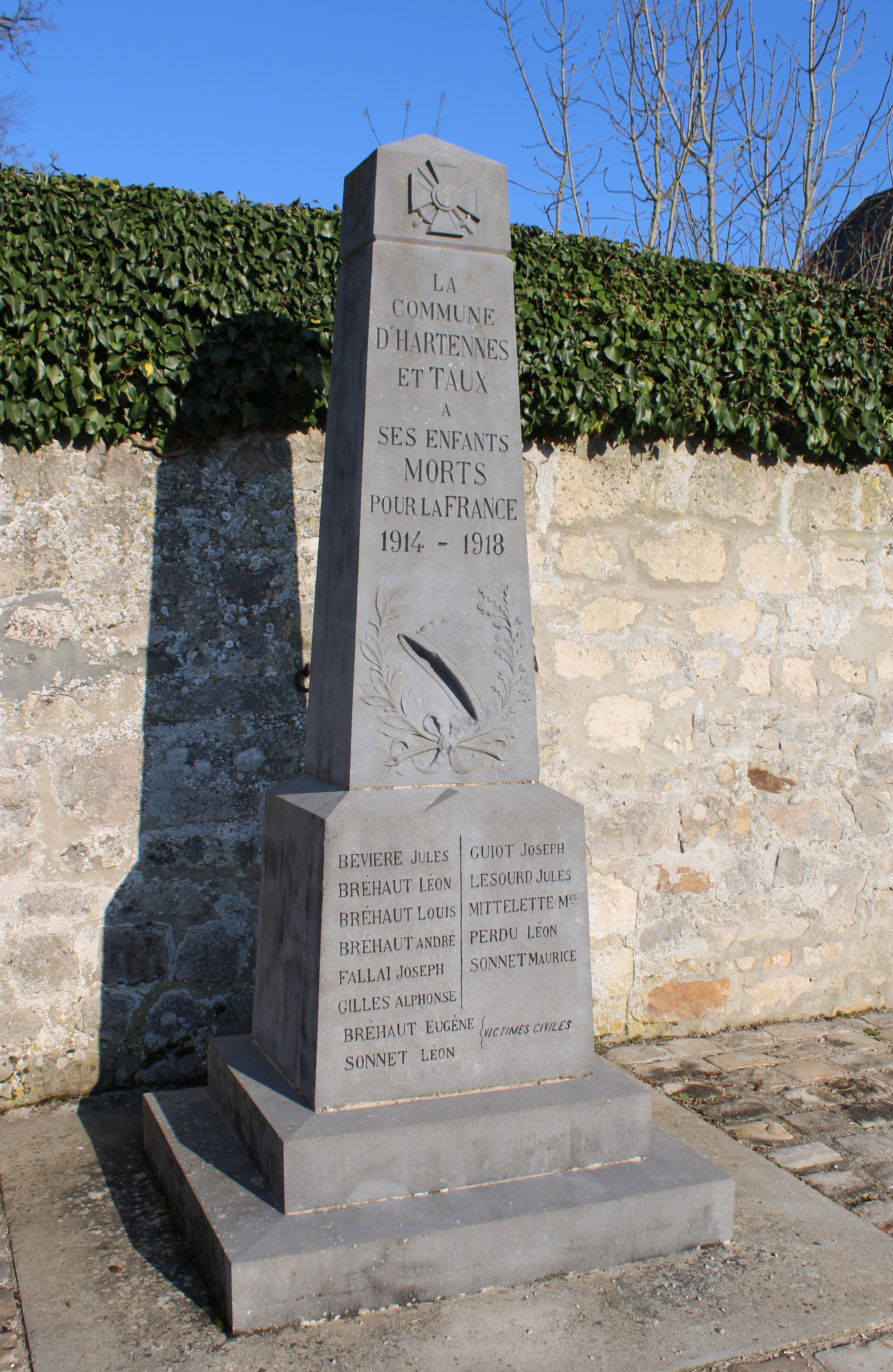
Le monument aux morts.

### Personnalités liées à la commune
- Hippolyte Dieu (Hartennes 1812 - 1887), secrétaire du gouvernement provisoire en 1848, préfet de la Mayenne, de la Haute-Saône (1850), de Savoie (1860), président du conseil de préfecture de la Seine (rang de préfet de 1re classe),(1863)[26].